# Virus Mokola
El virus Mokola (MOKV) es un lyssavirus emparentado con el virus de la rabia. Puede provocar enfermedad tanto en humanos como en perros y gatos. El primer aislamiento se realizó en el año 1968, en una muestra obtenida de tres musarañas procedentes de la región del bosque de Mokola, en Nigeria.

## Enfermedad
Los síntomas provocados por el virus Mokola son muy similares a los que causa el virus de la rabia. La infección comienza con fiebre y dolor de cabeza, para provocar finalmente encefalitis grave.

## Epidemiologia
La distribución del virus se restringe a algunos países de África. Se ha detectado su presencia en Nigeria, Camerún, República Centroafricana, Etiopía, Sudáfrica y Zimbabue. La mayor parte de los aislamientos del virus se han realizado en gatos o pequeños roedores; rara vez se ha encontrado en perros y hasta 2013 solo en dos ocasiones se ha constatado enfermedad en humanos. Tampoco se ha detectado su presencia en murciélagos. Se cree que el virus podría transmitirse a los gatos cuando cazan y se alimentan de pequeños mamíferos infectados.

## Vacunación
No existe vacuna contra este virus y la vacuna contra el virus de la rabia no protege del virus Mokola.